# شانه‌موش پنهان‌کار
شانه‌موش پنهان‌کار (نام علمی: Ctenomys occultus) نام یک گونه از سرده شانه‌موش است.